# Єрмолаєв Олександр Іванович
Олекса́ндр Іва́нович Єрмола́єв (нар. 23 грудня 1958, с. Кашперівка, Київська область — 20 вересня 2017, м. Тетіїв, Київська область) — український письменник (поет, гуморист, публіцист), журналіст. Заступник редактора газети «Тетіївська земля», член Національної спілки письменників України, голова Громадської організації «Творче об'єднання „Край“».

## Біографія
Середню освіту здобув в Кашперівській загальноосвітній школі.
У 1983 році закінчив філологічний факультет Вінницького державного педагогічного університету імені М. Коцюбинського. Працював журналістом у газеті «Ямпільські вісті» («Слово хлібороба») на Вінниччині.
Перші публікації з'являються в тетіївській районній газеті «Тетіївська земля» («Ленінські заповіти»), в газетах «Молода гвардія», «Радянська освіта», журналі «Піонерія».
Під час навчання у виші був головою літературної студії «Червоні вітрила», друкувався в колективних збірках «Вруна», «Розкрилля», альманасі «Вітрила», журналах «Дніпро», «Українська мова та література в школі», «Ранок», обласних та республіканських періодичних виданнях.
У 1992 році видав книжку сатири і гумору «Літайте фанерою над Парижем».
2000—2002 рр. — працював редактором регіональної газети «Край полянський» (м. Тетіїв), заввідділу газети «Тетіївська земля» та редактором телестудії «Тетіївський регіон».
У 2005 році видав книжку «Сни крилатого клена» (вірші, драматична поема).

## Творчий доробок
Автор книжок:
- «Літайте фанерою над Парижем» (гумор, сатира; 1992)
- «Сни крилатого клена» (вірші, драматична поема; 2005)
- «Яблунька лісова» (вірші для дітей; 2006)
- «Балада про вовків» (вірші; 2007)
- «Нерозгадані дива» (вірші для дітей; 2008)
- «День, коли сонце зійде назавжди» (вірші; 2008)
- «Лопух — капелюх» (гумор, сатира; 2008)
- «Лінія життя» (вірші; 2010)
- «Подорожі за крайнебо» (краєзнавчі розвідки; 2016)

Автор-упорядник книжок «Смерч голодомору на Тетіївщині» (2008), «Тетіївщина щедра, працьовита і квітуча» (2008), «Тетіївщина — древній і чарівний край» (2012).